# 越谷市立栄進中学校
越谷市立栄進中学校（こしがやしりつ えいしんちゅうがっこう）は、埼玉県越谷市大沢にある公立中学校。

## 概要
埼玉県内でも有数の大規模校である。部活動は19の運動部と10の文化部、合計29ある。　　

## 校訓
- 「自主・自立」

## 著名な出身者
- 石川諭（トランザクション創業者）
- 原哲夫（漫画家）
- ATSUSHI（EXILE）
- MORISHINS'（シンガーソングライター）
- トンツカタン お抹茶 (お笑い芸人)
- スーパーサイズミー 岡田 (お笑い芸人)
- スーパーサイズミー 黒田 (お笑い芸人)
- 多田愛佳（タレント）
- RaMu（グラビア）
- 秋本優奈（セクシー女優）
- 星奈津美（水泳）
- 小野寺友香（バレーボール）
- 芦田崇宏（総合格闘家）